# Antoni Vilà i Bisa
Antoni Vilà i Bisa (Vilassar de Mar, 1888 – Barcelona, 1965) fou un mariner mercant i periodista català. Va ser redactor d'esports de La Publicitat. Fundà, amb Vicenç Bernades, L'Esport Català. Entre 1938 i 1939 dirigí La Publicitat i fou cap de premsa de la Generalitat de Catalunya, càrrec en què el substituí el seu germà Joaquim. Com a cronista del món de la boxa amb el pseudònim de «Critias», desenvolupà un nou estil de comentari que s'avançà al seu temps. Després d'un curt exili a França, tornà a Barcelona, on es dedicà a fer traduccions i a escriure llibres com Ocho combates de boxeo.